# 应浩
应浩 (1958年—) 是一位计算机工程师，智能控制，人工神经网络专家。

## 生平
1982年获得东华大学电子工程学士学位，1984年获得东华大学计算机工程硕士学位，1990年获得阿拉巴马大学伯明翰分校生物医学工程博士学位。2012被选为美国电气电子工程师学会会士。

## 著作
- Ying, Hao. . New York: IEEE Press. 2000. OCLC 925724843.